# Patagioenas albipennis
Patagioenas albipennis (officiellt svenskt trivialnamn saknas) är en fågel i familjen duvor inom ordningen duvfåglar. Den betraktas i allmänhet som underart till fläckvingad duva (Patagioenas maculosa), men har getts artstatus av Birdlife International och IUCN, som kategoriserar den som livskraftig. Fågeln förekommer i Sydamerika från centrala Peru till västra Bolivia och nordvästra Argentina.